# Controlul riscului financiar
Controlul riscului financiar este o practică în firme de a evalua expunerea la risc (mai ales riscul de credit și de piață). Alte tipuri de risc financiar sunt riscul la schimb valutar, volatilitate, sector, lichiditate, inflatie, etc. Similar cu gestiunea riscului general, gestiunea riscului financiar necesită identificarea surselor, măsurarea riscului și producerea de planuri adecvate pentru gestionare.
Gestionarea riscului financiar poate fi calitativă sau cantitativă. Riscul financiar este specializat pe folosirea instrumentelor fianciare potrivite pentru a controla expunerea la risc. În sectorul bancar se aplică Acordurile de la Basel. Aceste acorduri au fost adoptate de băncile internaționale pentru urmărirea, raportarea și expunerea riscului operațiunilor, al creditului și al pieței.

## Când este folosit controlul riscului financiar
Teoria economică prescrie faptul că o firmă ar trebui să adopte un proiect numai atunci când acesta ajută la mărirea valorii pentru acționari. Teoria de asemenea arată că managementul firmei nu poate crea valoare pentru acționari (numiți și investitori) prin adoptarea de proiecte pe care acționarii le-ar putea face și singuri pentru același cost.
Când se aplică la controlul riscului financiar, aceasta implică faptul că șefii firmelor nu ar trebui să ia asupra lor riscul pe care îl pot lua investitorii asupra lor pentru același cost. Această noțiune a fost inclusă în teorema irelevantei acoperirii impotriva riscului: "Într-o piață perfectă, o firmă nu poate crea valoare prin acceptarea riscului atunci când costul pentru asumarea acelui risc de către firma este același cu costul pentru asumarea risuclui de către altcineva din afara firmei". În practică, e puțin probabil ca piețele financiare să se comporte ca o piață perfectă.
Aceasta sugerează faptul că managerii firmelor au multe oportunități de a crea valoare pentru acționari folosind controlul riscului financiar. Găselnița este descoperirea unui risc pentru care îi este firmei mai ieftin să-l asume decât acționarilor. O regulă nescrisă este că riscul de piață rezultă în riscuri unice pentru firmă care sunt candidați buni pentru controlul riscului financiar. 

## Referinte
1. ↑  http://www.emeraldinsight.com/Insight/viewContentItem.do;jsessionid=EFA8D4FB63329F2C94F48279646551BF?contentType=Article&contentId=1649008 Arhivat în 14 mai 2010, la Wayback Machine. ref>